# 내셔널 트레져: 숨겨진 이야기
《내셔널 트레져: 숨겨진 이야기》(영어: National Treasure: Edge of History)는 디즈니+에서 2022년 12월부터 2023년 2월까지 방영된 미국의 액션, 모험 드라마이다. 동명 영화 시리즈를 드라마화한 작품이다.

## 출연진
- 리셋 알렉시스 - 제스 발렌수엘라 역
- 린든 스미스 - 로스 요원 역
- 주리 리드 - 타샤 리버스 역
- 제이크 오스틴 워커 - 리엄 서덕시 역
- 안토니오 시프리아니 - 오렌 브래들리 역
- 조던 로드리게스 - 이선 역
- 캐서린 지타존스 - 빌리 피어스 역
- 저스틴 바사 - 라일리 풀 역
- 하비 카이텔 - 피터 서덕시 역